# Time Bandits
Time Bandits ist ein Fantasyfilm aus dem Jahr 1981 und einer der ersten großen Erfolge der britischen Produktionsfirma HandMade Films, die zuvor auch schon in Zusammenarbeit mit Monty Python den Film Das Leben des Brian produziert hat.
Am 24. Juli 2024 ist eine gleichnamige Serie, die auf dem Film basiert, auf Apple TV+ erschienen.

## Handlung
Der elfjährige Kevin interessiert sich für Geschichte, bekommt aber von seinen technikvernarrten Eltern nur Desinteresse zu spüren. Eines Nachts erlebt er, wie ein Ritter mitsamt Pferd aus seinem Kleiderschrank gesprungen kommt. Statt auf seine Zimmerwand blickt er plötzlich in einen Wald, in dem der Ritter verschwindet. Kevin sucht nach dem Ereignis in der Nacht ungläubig nach Spuren der Begegnung. Am folgenden Abend legt er sich mit einer Polaroid-Kamera und einer Taschenlampe ins Bett, um die Erscheinung zu dokumentieren. In dieser Nacht erscheint kein Ritter, sondern sechs Zwerge verlassen seinen Schrank. Sie bilden einen Räubertrupp, dem er sich anschließt. Die Zwerge haben von dem Obersten Wesen eine Karte gestohlen, auf der alle noch bestehenden Löcher im Universum verzeichnet sind. Durch diese Löcher ist es möglich, in verschiedene Zeitalter zu reisen. Die Zwerge wollen das ausnutzen, um sich dadurch zu bereichern.
Das erste Zeitloch führt Kevin und die Zwerge – Randall, Wally, Fidgit, Strutter, Og und Vermin – in die Schlacht bei Castiglione. Napoleon, der es mag, wenn kleine Leute sich auf der Bühne gegenseitig schlagen, ernennt die Zwerge nach einer Theateraufführung zu Generälen. Prompt wird er ausgeraubt. Die zweite Reise führt die Gruppe, der Kevin sich inzwischen angeschlossen hat, ins Mittelalter, wo sie auf Robin Hood treffen. Verfolgt von dem Obersten Wesen, das seine Karte zurückhaben möchte, flüchtet Kevin in ein Zeitloch, das ihn ins antike Griechenland führt. Dort trifft er auf den König Agamemnon und rettet ihm das Leben in einem Zweikampf mit einem Minotauros. Als Gegenleistung nimmt Agamemnon den Jungen als seinen Sohn auf.
Kurze Zeit später tauchen die Zwerge jedoch wieder auf und nehmen Kevin auf die Titanic mit. Nachdem diese sinkt, entscheiden sich die Zwerge dafür, in das Zeitalter der Legenden zu reisen. Dort treffen sie auf einen griesgrämigen Oger mit Rückenschmerzen, einen glatzköpfigen Riesen und, als die Zwerge mit Kevin nach langem Fußmarsch durch eine Einöde die Festung der Dunkelheit erreichen, auf das personifizierte Böse, das ebenfalls die Karte in seinen Besitz bringen möchte.
Von diesem werden sie in eine Falle gelockt und in einen Käfig gesperrt. Nachdem sie sich aus diesem befreien konnten, versuchen sie, dem Bösen die Karte wieder zu entreißen, was sich aber als unmöglich erweist. Selbst mit Hilfsmitteln aus verschiedensten Zeitaltern – Ritter, Bogenschützen, Cowboys, Panzer und Raumschiff – gelingt es ihnen nicht, das Böse zu besiegen.
Als alles vergeblich erscheint, taucht das Oberste Wesen auf, in Gestalt eines älteren Herren im Anzug mit Binder, der dem Spuk ein Ende bereitet und erklärt, dass alles nur ein Test gewesen sei, um seine Schöpfung und das darin mit inbegriffene Böse auf die Probe zu stellen. Auf Befehl des Obersten Wesens, das wie ein honoriger Geschäftsführer auftritt, räumen die demütig eilenden Zwerge die durch die Kämpfe verursachten Trümmer in der Festung der Dunkelheit auf. Anschließend verschwinden die Zwerge mit dem Obersten Wesen und lassen den Jungen Kevin zurück. Nachdem dieser von einer Rauchwolke des Bösen eingenebelt wurde, wacht Kevin schließlich in seinem heimischen Bett auf und wird, zurück in der Realität, von der Feuerwehr aus dem in Flammen stehenden Haus seiner Familie gerettet. Vor dem brennenden Haus kommen seine Eltern ums Leben, nachdem sie ein Stück des Bösen berührt haben, nämlich in Form eines qualmenden Klumpens Kohlenstoff, der bei der Aufräumaktion vergessen wurde. Nebenbei erscheint der bärtige König Agamemnon als Feuerwehrmann, der Kevin zuzwinkert und in einem Einsatzfahrzeug der Feuerwehr mit Blaulicht davonfährt.

## Hintergrund
Neben den beiden folgenden Filmen Brazil von 1985 und Die Abenteuer des Baron Münchhausen von 1988 stellt der Film Time Bandits den ersten Teil der Trilogie der Imagination von Regisseur Terry Gilliam dar. In diesen drei Filmen soll nach Gilliam die Sehnsucht der Menschen zum Ausdruck kommen, unserer schwierigen geordneten Gesellschaft mit Fantasie und Vorstellungskraft zu entfliehen: In Time Bandits sieht man den Versuch einer solchen Flucht aus der realen Welt durch die Augen eines elfjährigen Jungen, in Brazil durch die Augen eines Burschen in seinen Dreißigern und in Die Abenteuer des Baron Münchhausen durch die Augen eines gealterten Mannes.
Die zentralen Rollen spielten der Kinderdarsteller Craig Warnock, für den Time Bandits sein Filmdebüt darstellte, sowie sechs kleinwüchsige britische Schauspieler: David Rappaport, Kenny Baker  – bekannt als R2-D2 in den Star-Wars-Filmen, Jack Purvis, Malcolm Dixon, Mike Edmonds und Tiny Ross. David Rappaport, der den Zwergen-Anführer Randall darstellte, litt an Depressionen und tötete sich am 2. Mai 1990 selbst, indem er sich im Laurel Canyon Park im San Fernando Valley im amerikanischen Bundesstaat Kalifornien in die Brust schoss. Die Nebenrollen und Gastauftritte besetzte Gilliam ausgesprochen prominent, unter anderem mit seinen Monty-Python-Kollegen John Cleese und Michael Palin.

## Soundtrack
Mike Moran komponierte den Score des Films. Dieser wurde im Jahr 2020 vom Label Intrada Records, das auf Soundtracks spezialisiert ist, veröffentlicht. Der Score umfasst auf dem Intrada-Album 19 Tracks sowie einen Bonus-Track.
Der im Film-Abspann zu hörende Titel „Dream Away“ wurde von George Harrison komponiert und gesungen; er ist auf dessen Album Gone Troppo aus dem Jahre 1982 enthalten. Mike Moran spielte auf dem Album ebenfalls mit und übernahm u. a. bei „Dream Away“ Synthesizer und Klavier.
Der Filmkomponist Trevor Jones steuerte ergänzend einige Stücke bei, die im Film selbst gespielt werden. Dazu zählt vor allem die „Greek Dance Music“, die während der Feierlichkeiten in Agamemnons Palast zu hören ist. Zur Music Department gehörte zudem der Filmkomponist John Du Prez, der später unter anderem die Musik für den Film Ein Fisch namens Wanda schrieb.

## Kritiken
„Ein fantastischer Abenteuerfilm, angesiedelt zwischen Parodie und vertracktem Traummärchen, gewürzt mit viel britischem Humor. Eine aufwendige und effektreiche, trotz einiger formaler Unstimmigkeiten amüsante und bisweilen sogar tiefsinnige Unterhaltung. Die vielschichtige Handlung und die parodistischen Feinheiten dürften sich erst dem erwachsenen Zuschauer ganz eröffnen.“

„Eine alberne, gruselige, spannende und komische Geschichte, in der sich die irren Einfälle im Minutentakt überschlagen.[…] Lustiger Trip mit tollen Effekten.“

## Synchronisation
| Rolle            | Darsteller        | Synchronstimme        |
| ---------------- | ----------------- | --------------------- |
| Kevin            | Craig Warnock     | Carlo Beddies         |
| Randall          | David Rappaport   | Günter Pfitzmann      |
| Wally            | Jack Purvis       | Jürgen Kluckert       |
| Fidgit           | Kenny Baker       | Hugo Schrader         |
| Strutter         | Malcom Dixon      | Hans Hessling         |
| Og               | Mike Edmonds      | Otto Czarski          |
| Vermin           | Tiny Ross         | Herbert Weißbach      |
| Das Böse         | David Warner      | Klaus Miedel          |
| Napoléon         | Ian Holm          | Rolf Schult           |
| Robin Hood       | John Cleese       | Wolfgang Pampel       |
| Agamemnon        | Sean Connery      | Gert Günther Hoffmann |
| Pansy            | Shelley Duvall    | Renate Danz           |
| Vincent          | Michael Palin     | Jürgen Thormann       |
| Winston der Oger | Peter Vaughan     | Arnold Marquis        |
| Frau Oger        | Katherine Helmond | Edith Hancke          |
| Oberstes Wesen   | Ralph Richardson  | Wolfgang Büttner      |
| Robert           | Derek Deadman     | Edgar Ott             |
| Benson           | Jerold Wells      | Franz Otto Krüger     |
| Reginald         | John Young        | Dieter Kursawe        |
| Neguy            | Preston Lockwood  | Eric Vaessen          |
| Compere          | Jim Broadbent     | Joachim Pukaß         |
| Fernsehansager   | Chris Grant       | Jochen Schröder       |

## Erstaufführungen
- Großbritannien 10. Juli 1981
- Bundesrepublik Deutschland 18. März 1982

## Auszeichnungen
- 1982: Saturn Award – Auszeichnung mit dem President's Memorial Award
- 1982: Saturn Award – Nominierung in der Kategorie Beste Regie für Terry Gilliam
- 1982: Saturn Award – Nominierung in der Kategorie Bester internationaler Film
- 1982: Saturn Award – Nominierung in der Kategorie Beste Spezialeffekte für Jon Bunker
- 1982: Saturn Award – Nominierung in der Kategorie Bester Nebendarsteller für Craig Warnock
- 1982: Saturn Award – Nominierung in der Kategorie Bestes Drehbuch für Terry Gilliam und Michael Palin
- 1982: Hugo Award – Nominierung in der Kategorie Best Dramatic Presentation
- 1983: International Fantasy Film Award – Nominierung in der Kategorie Bester Film
- 2005: Golden Satellite Award – Nominierung in der Kategorie Best Classic DVD